# Castello di Swansea

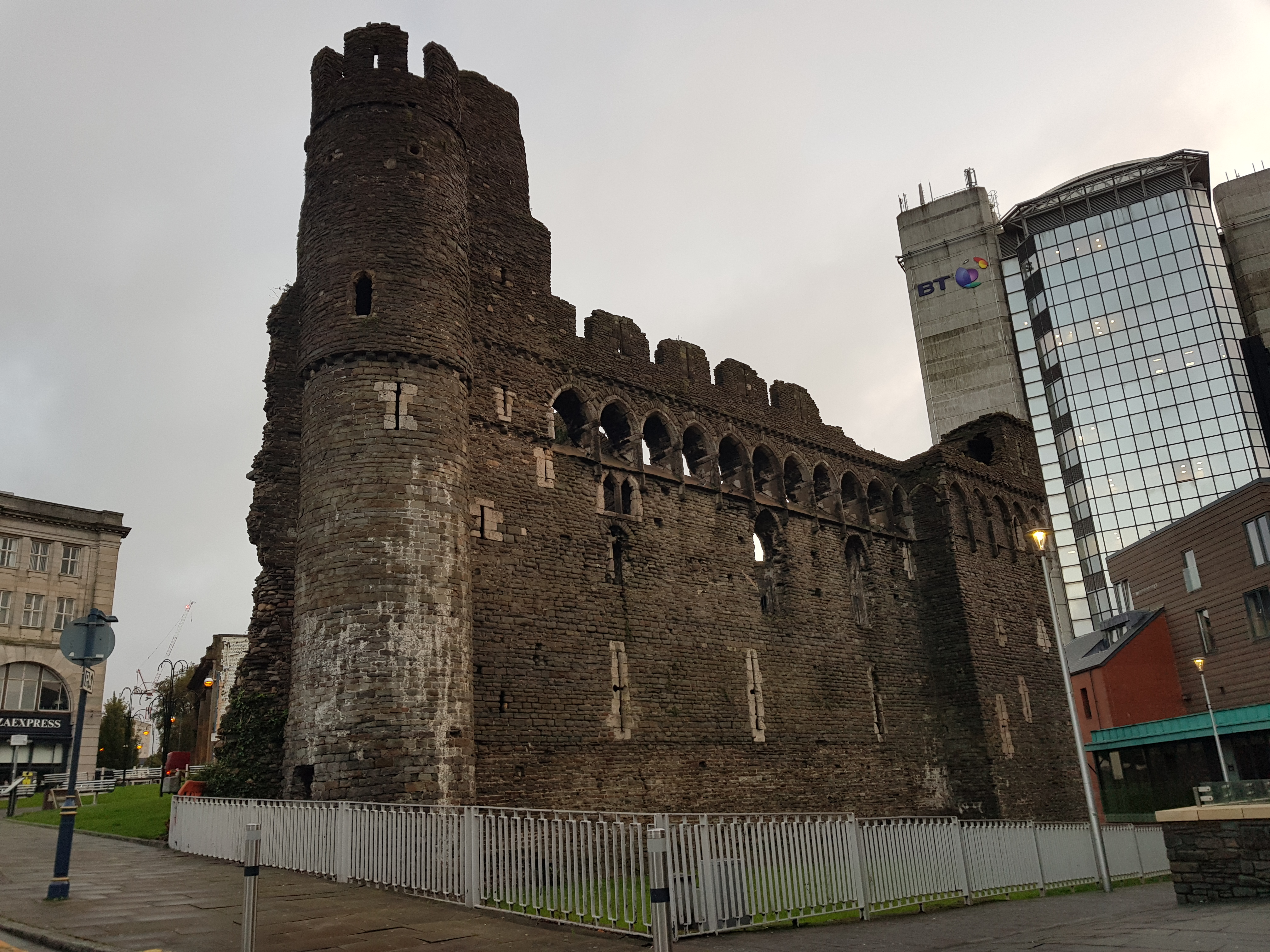
Il castello di Swansea attorniato da edifici moderni

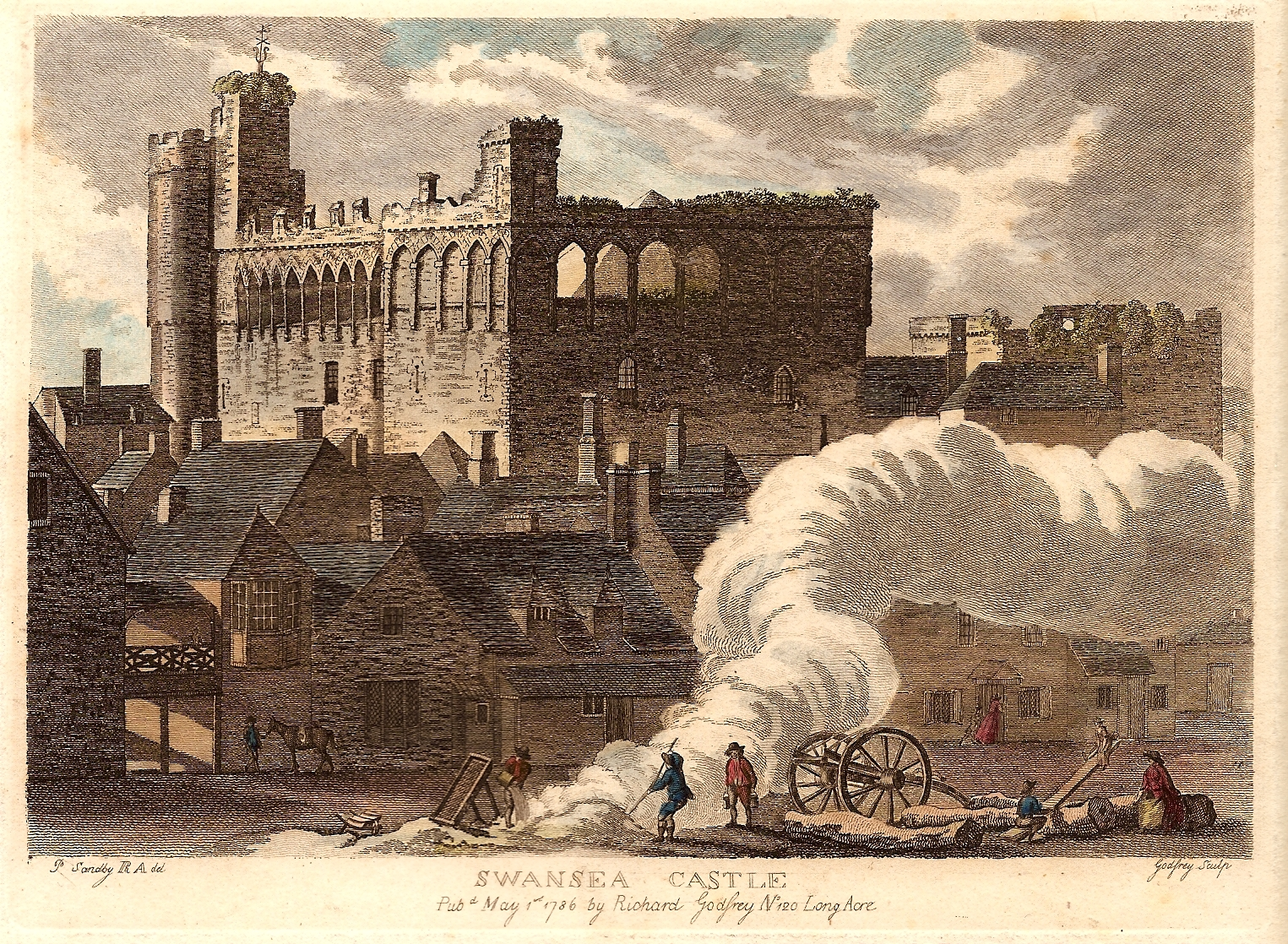
Il castello di Swansea nel 1786

Il castello di Swansea (in inglese: Swansea Castle; in gallese: Castell Abertawe) è una fortezza in rovina di Swansea, nel sud-est del Galles, costruita nella forma attuale tra la fine del XIII secolo e gli inizi del XIV secolo Guglielmo de Braose, I barone di Braose e Guglielmo de Braose, II barone di Braose, signori di Gower, ma le cui origini risalgono agi inizi del XII secolo.
L'edificio è gestito dal Cadw.

## Storia
In origine sorgeva in loco un castello già nel 1106 o nel 1116, che fu realizzato per volere di Henry de Beaumont, I conte di Warwick e fondatore della signoria di Gower.  Il castello fu poi ceduto insieme alla signoria di Gower nel 1203 da re Giovanni a Guglielmo de Braose, IV signore di Bramber, che poi però dovette abbandonare l'edificio e fuggire all'estero dopo essere stato accusato di infedeltà nei confronti della Corona.
Il castello originario, probabilmente un motte e bailey, fu oggetto di ripetuti attacchi da parte dei Gallesi e andò definitivamente distrutto agli inizi del XIII secolo.
Dopo che la signoria di Gower era tornata in possesso dei De Braose, Guglielmo de Braose, I barone di Braose decise di ricostruire il castello in pietra. La prima fase della costruzione terminò nel 1284.
Tre anni dopo, il castello venne saccheggiato da Rhys ap Maredudd.
In seguito, il castello di Swansea (insieme alla signoria) di Gower passò dapprima nelle mani della famiglia Mowbray (nel 1331) e poi della famiglia Herbert.
Agli inizi del XV secolo, il castello di Swansea resistette alla ribellione guidata da Owain Glyndŵr, che fu definitivamente sedata nel 1410.
Il castello di Swansea era ridotto in un cattivo stato di conservazione già nel 1642, anno dello scoppio della guerra civile inglese, motivo per cui non fu utilizzato per le operazioni militari. L'edificio divenne nel frattempo, a partire al 1647, di Sir Oliver Cromwell, che ne rimase proprietario fino al 1658, anno della sua morte, prima di tornare in possesso della famiglia Herbert.
Gli interni del castello furono successivamente ampliati nel corso del XVIII secolo, quando furono aggiunte varie stanze.
Nel XX secolo, il castello ospitava la redazione di un giornale, dove lavorava Dylan Thomas.

## Architettura
Il castello si affaccia sul fiume Tawe, è realizzato in arenaria e ha una forma ad L.